# Partiet för romsk integration
Partiet för romsk integration, Partija za integracija na Romite (PIR) är ett politiskt parti i Makedonien.
Partiet, som vill tillvarata den romska minoritetens intressen, har, i de senaste makedonska parlamentsvalen, ingått i de segrande valallianserna VRMO-LPM-koalitionen (2006) och  För ett bättre Makedonien (2008).